# 富城镇
富城镇是中国陕西省延安市富县下辖的一个镇。区域面积146.6平方千米。

## 行政区划
富城镇下辖以下行政区：
钟楼巷社区、太和社区、城关村、寺坡村、圣佛峪村、北教场村、南教场村、监军台村、秋家沟村、莲花池村、十五里铺村、候村、伏龙村、曲里村、东太安村、西太安村、罗家塬村、小塬子村、洛阳村、寺底村、袁家村、田厢村、河西村、白草洼村、嘴头村、段家庄村、平泉村、督河村、杜家洼村、峪口村、安儿村、柳湾村